# Micropterus coosae
A Micropterus coosae a sugarasúszójú halak (Actinopterygii) osztályának sügéralakúak (Perciformes) rendjébe, ezen belül a díszsügérfélék (Centrarchidae) családjába tartozó faj.

## Előfordulása
A Micropterus coosae előfordulási területe az észak-amerikai kontinensen van. Az Amerikai Egyesült Államok egyik endemikus hala. A Savannah-, Chattahoochee és Mobile folyórendszerekben található meg. Alabama, Észak-Karolina, Dél-Karolina, Georgia és Tennessee államok vizeiben él.

## Megjelenése
Ez a hal általában 25,5 centiméter hosszú, azonban 47 centiméteresre és 3,7 kilogrammosra is megnőhet. A hátúszóján 10 tüske és 12-14 sugár van, míg a farok alatti úszóján 3 tüske és 10-11 sugár van.

## Életmódja
Szubtrópusi és mérsékelt övi, édesvízi halfaj, amely a kavicsos mederfenék közelében él.
Legfeljebb 10 évig él.

## Szaporodása
Az íváshoz, a Micropterus coosae felkeresi élőhelyének a csendesebb részeit. Ebben az időszakban a hím és a nőstény párt alkotnak. Az ikrákat mindkét egyed őrzi.

## Felhasználása
Ezt a halat, csak a sporthorgászok halásszák.

## Képek

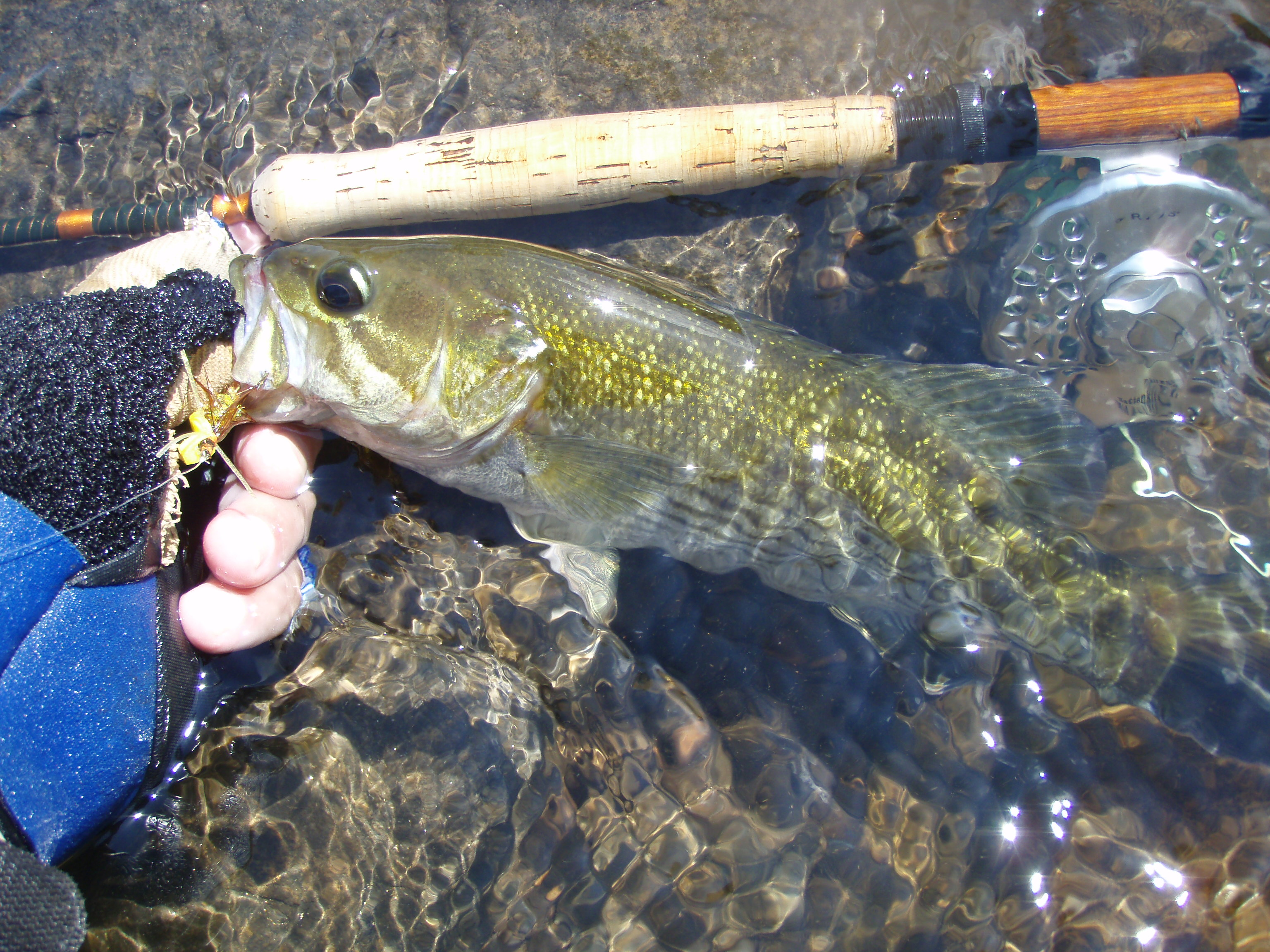
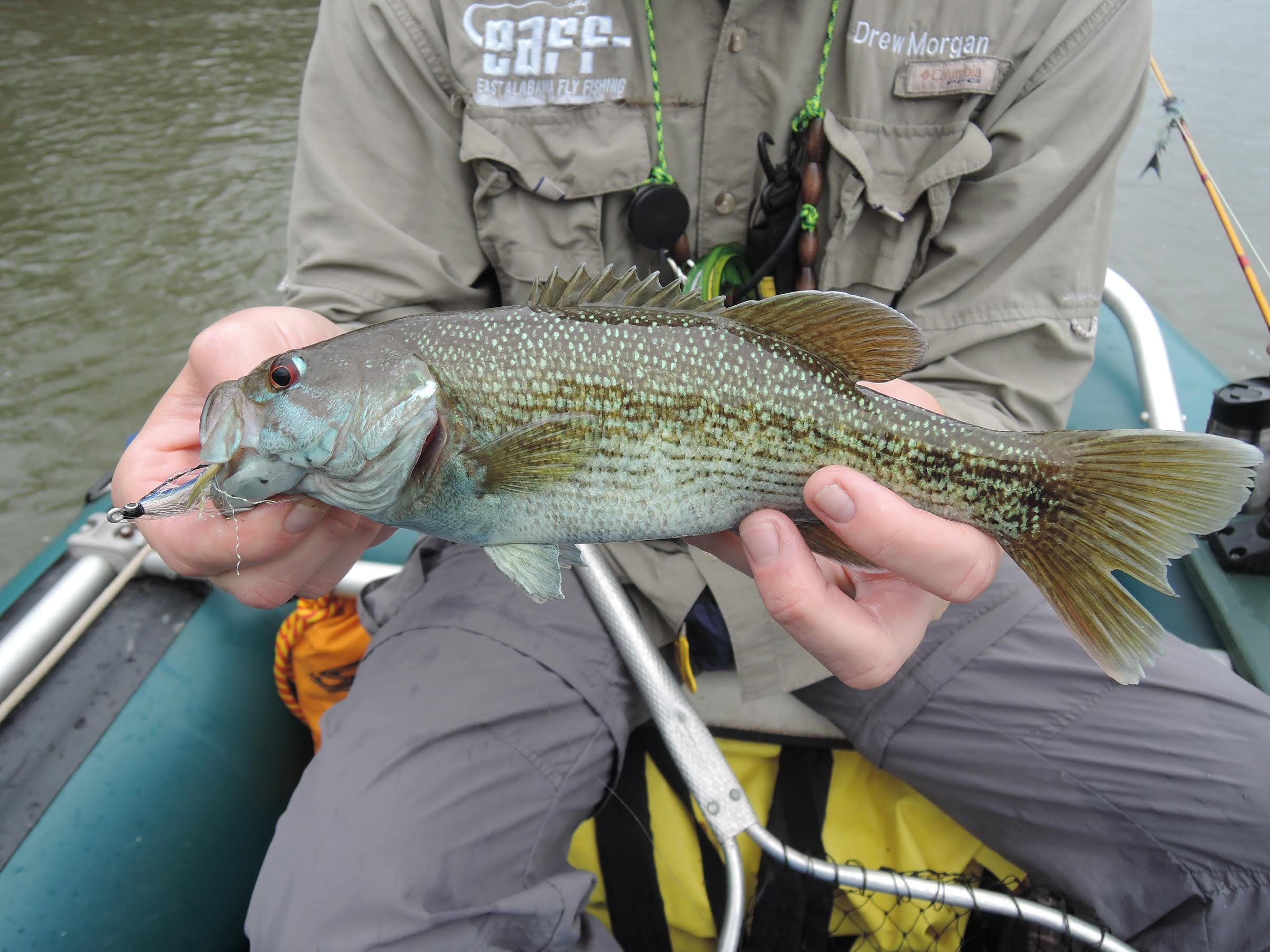